# William Courtright
William Courtright (* 10. März 1848 in New Milford, Illinois; † 6. März 1933 in Ione, Kalifornien) war ein US-amerikanischer Schauspieler.

## Leben und Karriere
William Courtright war bereits ein Theaterveteran, als er 1910 im Alter von 62 Jahren seinen ersten Stummfilm drehte. Während er beim Theater häufig in Shakespeare-Stücken spielte, verkörperte er in seinen über 70 Filmen meistens mürrische alte Pfarrer, Richter, Butler und Onkels. In seiner frühen Filmkarriere spielte der Charakterdarsteller häufig unter Regie von David Wark Griffith, etwa im Epos Intoleranz aus dem Jahre 1916. Neben Courtright trat in Intoleranz auch seine Ehefrau, die Schauspielerin Jennie Lee (1848–1925), auf. In späteren Jahren spielte „Uncle Billy“, wie er genannt wurde, häufig in den Kurzfilm-Komödien von Hal Roach. Er trat in zwei Laurel-und-Hardy-Filmen auf, darunter in einer großen Rolle als Oliver Hardys steinreicher Onkel in Das ist meine Frau, um dessen Erbe Ollie sehr bemüht ist. Zuvor hatte er mit Stan Laurel und Oliver Hardy auch schon in dessen Solo-Filmen gespielt. Er gilt als Laurel und Hardys vom Geburtsjahrgang ältester Nebendarsteller.

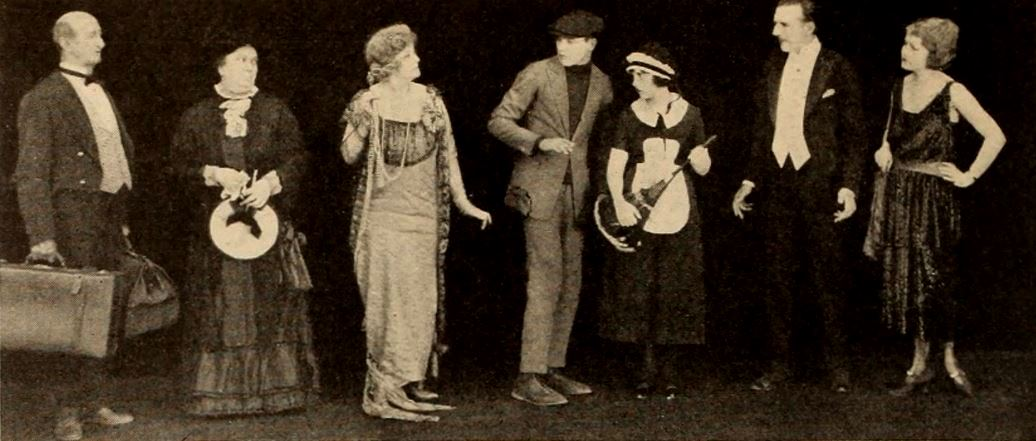
William Courtright (ganz links) in 45 Minutes to Broadway (1920)

William Courtrights letzter Film, die Komödie Teacher’s Pet (1930) von den Kleinen Strolchen, war zugleich sein erster Tonfilm. Anschließend zog er sich aus dem Filmgeschäft zurück und verstarb 1933 im Alter von 84 Jahren.

## Filmografie (Auswahl)
- 1912: Atala
- 1916: Intoleranz (Intolerance)
- 1921: The Millionaire
- 1923: Liftboy Nr. 13 (Bell Boy 13)
- 1926: Be Your Age
- 1926: On the Front Page
- 1926: Die Großfürstin und ihr Kellner (The Grand Duchess and the Waiter)
- 1927: Meine beste Freundin (My Best Girl)
- 1927: Leichte Beute (Duck Soup)
- 1927: Ein Bandit von Ehre (Jesse James)
- 1929: Das ist meine Frau (That's my Wife)
- 1930: Teacher’s Pet